# انس بنت عبدالکریم
اُنس بنت عبدالکریم همچنین شهرت‌یافته به اُنس خاتون (۱۳۷۸-۱۴۶۲م) (نسب کامل: اُم‌کِرام اُنس بنت عبدالکریم بن احمد بن عبدالعزیز لَخمی) بانوی محدث مصری در سدهٔ نهم هجری بود که شمس‌الدین سخاوی نزد او دانش آموخت. در میان قومش از بزرگان و سرآمدان در ریاست و نیکوکاری بیان شده است.